# Hideaki Nagai
Hideaki Nagai (永井秀昭?, Nagai Hideaki; Hachimantai, 5 settembre 1983) è un combinatista nordico giapponese.

## Biografia
In Coppa del Mondo ha esordito il 3 febbraio 2012 in Val di Fiemme (31º) e ha ottenuto il primo podio il 1º dicembre 2013 a Kuusamo (3º).
In carriera ha partecipato a tre edizioni dei Giochi olimpici invernali, Soči 2014 (22º nel trampolino normale, 26º nel trampolino lungo, 5º nella gara a squadre), Pyeongchang 2018 (14º nel trampolino normale, 12º nel trampolino lungo, 4º nella gara a squadre) e Pechino 2022 (medaglia di bronzo nella gara a squadre, 31º nel trampolino lungo), e a sei dei Campionati mondiali (4º nella gara a squadre dal trampolino normale a Lahti 2017, a Seefeld in Tirol 2019 e a Oberstdorf 2021 i migliori piazzamenti).

## Palmarès

### Olimpiadi
- 1 medaglia:
  - 1 bronzo (gara a squadre a Pechino 2022)

### Coppa del Mondo
- Miglior piazzamento in classifica generale: 22º nel 2017
- 3 podi (tutti a squadre):
  - 1 secondo posto
  - 2 terzi posti